# Онищенко Володимир Іванович
Не плутати з іншим футболістом київського «Динамо» — Володимиром Леонтійовичем Онищенком.
Володи́мир Іва́нович Они́щенко (нар. 28 жовтня 1949, с. Стечанка, Чорнобильський район, Київська область, Українська РСР, СРСР) — український радянський футболіст та український футбольний тренер, заслужений майстер спорту. Відомий за виступами в складі клубів «Зоря» (Ворошиловград) і «Динамо» (Київ), зокрема відомий як автор дубля у переможному для «Динамо» фінальному матчі Кубка володарів кубків 1975 року. Після завершення виступів на футбольних полях — український футбольний тренер, відомий за роботою як з першою командою «Динамо», так і з другою командою «Динамо», а також із молодіжною збірною України.

## Клубна кар'єра
Володимир Іванович Онищенко народився в селі Стечанка Чорнобильського району. Розпочав займатися футболом у 1960 році в київській футбольній школі «Більшовик», з 1962 року перейшов до футбольної школи київського «Динамо». З 1968 року молодий футболіст розпочав залучатися до дублюючого складу команди, а в 1970 році дебютував в основному складі «Динамо». Проте відразу Онищенко до основного складу не пробився, і протягом сезону 1971 року перейшов до складу іншої української команди вищої ліги СРСР «Зоря» (Ворошиловград), де швидко став гравцем основного складу. Несподівано для багатьох у 1971 році «Зоря» зайняла високе четверте місце в чемпіонаті, а в 1972 році стала чемпіоном СРСР, і Володимир Онищенко у складі ворошиловградської команди також став чемпіоном СРСР, причому в переможному чемпіонаті відзначився 10 забитими м'ячами. Щоправда, пізніше з внутрішньополітичних причин гра «Зорі» погіршилася. На початку 1974 року новий тренер «Динамо» Валерій Лобановський вирішив повернути Онищенка в «Динамо». У першому ж сезоні після повернення в «Динамо» Онищенко відзначився забитим м'ячем у фіналі кубка СРСР проти своєї колишньої команди, а також став одним із кращих бомбардирів команди (11 забитих м'ячів) у чемпіонаті СРСР, який київська команда виграла після кількарічної перерви. Наступного року в складі «Динамо» Онищенко й далі був одним із кращих бомбардирів, та знову став чемпіоном СРСР. Цього ж року київське «Динамо» вперше стало володарем Кубка кубків, причому Онищенко відзначився 2 забитими м'ячами у фіналі Кубка проти угорської команди «Ференцварош». Цього ж року Онищенко у складі «Динамо» став також володарем Суперкубка УЄФА. Щоправда, наступний рік для футболіста і команди виявився не таким вдалим, оскільки схему розіграшу чемпіонату підлаштували під ігри збірної СРСР, внаслідок чого провідні футболісти країни не зуміли взяти участь у чемпіонаті в першій половині року, та й збірна не досягла цього року якихось помітних успіхів. Але вже в 1977 році київська команда повернула собі звання чемпіона СРСР, а в 1978 році в черговий раз здобула Кубок СРСР. Проте після завершення сезону 1978 року Володимир Онищенко завершив виступи на футбольних полях.

## Виступи за збірну
У 1972 році Володимир Онищенко дебютував у складі збірної СРСР. У цьому ж році він брав участь у фінальній частині чемпіонату Європи з футболу, на якому радянська збірна у фіналі з рахунком 0-3 програла збірній ФРН, та здобула срібні медалі. У цьому ж році Онищенко брав участь у фінальному турнірі літніх Олімпійських ігор 1972 року, на яких збірна СРСР у матчі за третє місце зіграла внічию в основний і додатковий час із збірною НДР, після чого обом командам було вручено бронзові нагороди. На наступних літніх Олімпійських іграх 1976 року Онищенко також у складі радянської команди здобув бронзові нагороди, які збірна СРСР отримала після перемоги в матчі зі збірною Бразилії. Щоправда, футболіст більше не зіграв у фінальній частині чемпіонату Європи, та так і не зіграв у фінальній частині чемпіонату світу. У складі збірної Володимир Онищенко грав до 1978 року, загалом зіграв у складі збірної 44 матчі, в яких відзначився 11 забитими м'ячами.

## Тренерська кар'єра
Відразу після завершення виступів на футбольних полях з 1979 року Володимир Онищенко став тренером футбольної школи «Динамо», де працював до кінця 1987 року. У 1990 році колишній футболіст очолив українську команду другої ліги «Динамо» з Білої Церкви, який фактично був фарм-клубом київського «Динамо». У 1992 році Онищенко очолив другу команду «Динамо», яка розпочала виступи в першій лізі України. У 1995 році на короткий час Володимир Онищенко очолив головну команду «Динамо», проте через 100 днів роботи сам подав у відставку після поразки в матчі Кубка України проти сімферопольської «Таврії», та повернувся до роботи з «Динамо-2». У 1997 році Онищенко очолив команду вищої української ліги «Металург» (Донецьк), з яким у перший рік виступів у найвищому дивізіоні посів шосте місце. Однак після погіршення фінансування клубу в 1998 році тренер залишив клуб, і повернувся до роботи з командою «Динамо-2», з якою тричі поспіль вигравав турнір першої ліги, оскільки як фарм-клуб команда не могла піднятися у вищу лігу. Одночасно в 1999—2002 роках Володимир Онищенко очолював молодіжну збірну України. З 2006 до 2013 рік працював на різних посадах у структурі київського «Динамо». З 2013 до 2018 рік Онищенко працював тренером національної збірної України.

## Досягнення

### Як гравець
- Чемпіон СРСР (5): 1971, 1972, 1974, 1975, 1977
- Володар Кубка СРСР (2): 1974, 1978
- Володар Кубка кубків: 1975
- Володар Суперкубка УЄФА: 1975
- Віцечемпіон Європи: 1972
- Бронзовий олімпійський призер: 1972, 1976

### Як тренер
- Чемпіон України серед команд Першої ліги: 1999, 2000, 2001.

### Нагороди
Нагороджений орденом «За заслуги» І (2020), ІІ (2015) та III (2004) ступенів.